# Golden Globe per il miglior attore debuttante
Il Golden Globe per il miglior attore debuttante venne assegnato al miglior attore debuttante dalla HFPA (Hollywood Foreign Press Association).

## Vincitori
L'elenco mostra il vincitore di ogni anno, seguito dagli attori che hanno ricevuto una candidatura. Per ogni attore viene indicato il film che gli ha valso la candidatura (titolo italiano e titolo originale tra parentesi).

### 1940
- 1948
  - Richard Widmark - Il bacio della morte (Kiss of Death)
- 1949
  - Non assegnato

### 1950
- 1950
  - Richard Todd - Cuore solitario (The Hasty Heart)
  - Juano Hernández - Nella polvere del profondo Sud (Intruder in the Dust)
- 1951
  - vedi Golden Globe per il miglior interprete debuttante
- 1952
  - Anna Maria Pierangeli - Teresa
- 1953
  - Richard Burton - Mia cugina Rachele (My Cousin Rachel)
  - Aldo Ray - Lui e lei (Pat and Mike)
  - Robert Wagner - Squilli di primavera (Stars and Stripes Forever)
- 1954
  - Richard Egan - Brigata di fuoco (The Glory Brigade) e The Kid from Left Field (The Kid from Left Field)
  - Hugh O'Brian - Il traditore di Forte Alamo (The Man from the Alamo)
  - Steve Forrest - Solo per te ho vissuto (So Big )
- 1955
  - Joe Adams
  - George Nader
  - Jeff Richards
- 1956
  - Ray Danton
  - Russ Tamblyn
- 1957
  - John Kerr
  - Paul Newman
  - Anthony Perkins
  - Jacques Bergerac (Francia) miglior debuttante straniero
- 1958
  - James Garner
  - John Saxon
  - Patrick Wayne
- 1959
  - Bradford Dillman
  - John Gavin
  - Efrem Zimbalist Jr.
  - David Ladd
  - Ricky Nelson
  - Ray Stricklyn

### 1960
- 1960
  - Barry Coe
  - Troy Donahue
  - George Hamilton
  - James Shigeta
  - Michael Callan
- 1961
  - Michael Callan
  - Mark Damon
  - Brett Halsey
- 1962
  - Warren Beatty
  - Richard Beymer
  - Bobby Darin
  - George C. Scott
- 1963
  - Keir Dullea
  - Peter O'Toole
  - Omar Sharif
  - Terence Stamp
  - Paul Wallace
- 1964
  - Stathis Giallelis - Il ribelle dell'Anatolia (America, America)
  - Robert Walker Jr. - Cerimonia infernale (The Ceremony)
  - Albert Finney - Tom Jones (Tom Jones)
  - Alain Delon - Il Gattopardo
  - Larry Tucker - Il corridoio della paura (Shock Corridor)
  - Peter Fonda - I vincitori (The Victors)
- 1965
  - Harve Presnell
  - George Segal
  - Topol
- 1966
  - Robert Redford - Lo strano mondo di Daisy Clover (Inside Daisy Clover)
  - Tom Nardini - Cat Ballou (Cat Ballou)
  - Ian Bannen - Il volo della Fenice (The Flight of the Phoenix)
  - James Caan - Doringo! (The Glory Guys)
  - James Fox - Quei temerari sulle macchine volanti (Those Magnificent Men in Their Flying Machines or How I Flew from London to Paris in 25 hours 11 minutes)
- 1967
  - James Farentino - Come utilizzare la garçonniere (The Pad and How to Use It)
  - Alan Bates - Georgy, svegliati (Georgy Girl)
  - Antonio Sabàto - Grand Prix (Grand Prix)
  - Alan Arkin - Arrivano i russi, arrivano i russi (The Russians Are Coming The Russians Are Coming)
  - John Phillip Law - Arrivano i russi, arrivano i russi (The Russians Are Coming The Russians Are Coming)
- 1968
  - Dustin Hoffman - Il laureato (The Graduate)
  - Michael J. Pollard - Gangster Story (Bonnie and Clyde)
  - Franco Nero - Camelot (Camelot)
  - Tommy Steele - Il più felice dei miliardari (The Happiest Millionaire)
  - Oded Kotler - Shlosha Yamim Veyeled (Shlosha Yamim Veyeled)
- 1969
  - Leonard Whiting - Romeo e Giulietta (Romeo e Giulietta)
  - Jack Wild - Oliver! (Oliver!)
  - Alan Alda - Leone di carta (Paper Lion)
  - Daniel Massey - Un giorno... di prima mattina (Star!)
  - Michael Sarrazin - L'onda lunga (The Sweet Ride)

### 1970
- 1970
  - Jon Voight - Un uomo da marciapiede (Midnight Cowboy)
  - Helmut Berger - La caduta degli dei (La caduta degli dei)
  - Michael Douglas - La caduta degli dei (Hail, Hero!)
  - George Lazenby - Agente 007 - Al servizio segreto di Sua Maestà (On Her Majesty's Secret Service)
  - Glen Campbell - Il grinta (True Grit)
- 1971
  - James Earl Jones - Per salire più in basso (The Great White Hope)
  - Kenneth Nelson - Festa per il compleanno del caro amico Harold (The Boys in the Band)
  - Frank Langella - Diario di una casalinga inquieta (Diary of a Mad Housewife)
  - Joe Namath - Norwood (Norwood)
  - Assi Dayan - Promessa all'alba (Promise at Dawn)
- 1972
  - Desi Arnaz Jr. - Cielo rosso all'alba (Red Sky at Morning)
  - Timothy Bottoms - E Johnny prese il fucile (Johnny Got His Gun)
  - Tom Baker - Nicola e Alessandra (Nicholas and Alexandra)
  - John Sarno - I sette minuti che contano (The Seven Minutes)
  - Richard Roundtree - Shaft il detective (Shaft)
  - Gary Grimes - Quell'estate del '42 (Summer of '42)
- 1973
  - Edward Albert - Le farfalle sono libere (Butterflies Are Free)
  - Michael Sacks - Mattatoio 5 (Slaughterhouse-Five)
  - Kevin Hooks - Sounder (Sounder)
  - Frederic Forrest - Quando le leggende muoiono (When the Legends Die)
  - Simon Ward - Gli anni dell'avventura (Young Winston), regia di Richard Attenborough
- 1974
  - Paul Le Mat - American Graffiti (American Graffiti)
  - Kirk Calloway - Un grande amore da 50 dollari (Cinderella Liberty)
  - Robby Benson - Jeremy (Jeremy)
  - Carl Anderson - Jesus Christ Superstar (Jesus Christ Superstar)
  - Ted Neeley - Jesus Christ Superstar (Jesus Christ Superstar)
- 1975
  - Joseph Bottoms - Il ragazzo del mare (The Dove)
  - Lee Strasberg - Il padrino - Parte II (The Godfather: Part II)
  - Sam Waterston - Il grande Gatsby (The Great Gatsby)
  - Steven Warner - Il piccolo principe (The Little Prince)
  - James Hampton - Quella sporca ultima meta (The Longest Yard)
- 1976
  - Brad Dourif - Qualcuno volò sul nido del cuculo (One Flew over the Cuckoo's Nest)
  - Chris Sarandon - Quel pomeriggio di un giorno da cani (Dog Day Afternoon)
  - Ben Vereen - Funny Lady (Funny Lady)
  - Jeff Lynas - Lies My Father Told Me (Les mensonges que mon pere me contait)
  - Roger Daltrey - Tommy (Tommy)
- 1977
  - Arnold Schwarzenegger - Il gigante della strada (Stay Hungry)
  - Truman Capote - Invito a cena con delitto (Murder by Death)
  - Lenny Baker - Stop a Greenwich Village (Next Stop, Greenwich Village)
  - Harvey Stephens - Il presagio (The Omen)
  - Jonathan Kahn - I giorni impuri dello straniero (The Sailor Who Fell from Grace with the Sea)
- 1979
  - Brad Davis - Fuga di mezzanotte (Midnight Express)
  - Andrew Stevens - The Boys in Company C (The Boys in Company C)
  - Chevy Chase - Gioco sleale (Foul Play)
  - Eric Roberts - Il re degli zingari (King of the Gypsies)
  - Harry Hamlin - Il boxeur e la ballerina (Movie Movie)
  - Doug McKeon - Uncle Joe Shannon (Uncle Joe Shannon)

### 1980
- 1980
  - Rick Schroder  - Il campione (The Champ)
  - Dennis Christopher - All American Boys (Breaking Away)
  - Treat Williams - Hair (Hair)
  - Justin Henry - Kramer contro Kramer (Kramer vs. Kramer)
  - Dean Paul Martin - L'ultimo gioco (Players)
- 1981
  - Timothy Hutton - Gente comune (Ordinary People)
  - William Hurt - Stati di allucinazione (Altered States)
  - Christopher Atkins - Laguna Blu (The Blue Lagoon)
  - Michael O'Keefe - Il grande Santini (The Great Santini)
  - Steve Railsback - Professione pericolo (The Stunt Man)
- 1983
  - Ben Kingsley - Gandhi (Gandhi)
  - Eddie Murphy - 48 ore (48 Hrs.)
  - Henry Thomas - E.T. l'extra-terrestre (E.T. the Extra-Terrestrial)
  - David Keith - Ufficiale e gentiluomo (An Officer and a Gentleman)
  - Kevin Kline - La scelta di Sophie (Sophie's Choice)